# Figlie di San Giuseppe di Genoni
Le Figlie di San Giuseppe di Genoni sono un istituto religioso femminile di diritto pontificio: le suore di questa congregazione, dette popolarmente "Giuseppine", pospongono al loro nome la sigla F.S.G.

## Storia
L'istituto venne fondata dal sacerdote italiano Felice Prinetti (1842-1916), della congregazione degli Oblati di Maria Vergine. Nel 1881 il suo confratello Vincenzo Gregorio Berchialla venne nominato arcivescovo di Cagliari e lo invitò ad assumere la direzione del seminario maggiore del capoluogo sardo: nel 1888 le Suore di San Giuseppe Benedetto Cottolengo, che si occupavano delle necessità della cucina e del guardaroba, abbandonarono l'istituto.
Per sopperire alla loro assenza, il Prinetti fondò una nuova congregazione, posta sotto il patrocinio di san Giuseppe, e ne affidò la guida a Eugenia Montixi (1845-1930). Per consentire all'istituto di svilupparsi autonomamente, Prinetti acquistò una vasta tenuta a Genoni, presso Oristano, dove venne trasferita la casa madre delle Figlie di San Giuseppe.
La congregazione venne approvata dall'arcivescovo di Cagliari Paolo Maria Serci il 15 agosto 1894 e dall'arcivescovo di Oristano Francesco Zunnui il 24 ottobre 1895: divenne istituto di diritto pontificio il 4 maggio 1947.

## Attività e diffusione
Le Figlie di San Giuseppe sono aperte a ogni necessità del mondo: in particolare, prestano il loro servizio nei seminari, negli asili, nelle case di cura e di riposo per anziani.
Le suore sono presenti in Italia (soprattutto in Sardegna), in Francia, in India, in Africa (Repubblica Centrafricana, Repubblica Democratica del Congo e Gabon), in America meridionale (Argentina e Brasile). La sede generalizia è a Oristano.
Al 31 dicembre 2005 l'istituto contava 368 religiose in 73 case.